# Ајос Дометиос
Ајос Дометиос (грч. Άγιος Δομέτιος) је велико насеље на Кипру. Званично Ајос Дометиос припада округу Никозија.
Ајос Дометиос је предграђе главног града Никозије. Послдњих година овде је отворен најважнији прелаз између грчког и турског дела острва.

## Природни услови
Насеље Ајос Дометиос налази на западним границама Никозије. Насеље је смештено у подручју главне острвске равнице Месаорије, на приближно 160 метара надморске висине.